# Wikipédia en fidjien
Wikipédia en fidjien (en fidjien : Vaka-Viti Wikipedia) est l'édition de Wikipédia en fidjien, langue polynésienne parlée aux Fidji. L'édition est lancée en juin 2002 et dans les faits en mai 2005. Son code est : fj.
Au 22 mars 2025, l'édition en fidjien contient 1 531 articles et compte 9 981 contributeurs, dont 21 contributeurs actifs et 1 administrateur.
Les autres Wikipédia en langue polynésienne sont la Wikipédia en maori qui compte 7 970 articles, la Wikipédia en hawaïen qui en compte 2 870, la Wikipédia en tongien qui en compte 2 022, la Wikipédia en tahitien qui en compte 1 222 et la Wikipédia en samoan qui en compte 1 172.

## Présentation

Localisation des langues du Pacifique central.
Carte socio-linguistique des langues en Océanie.
Localisation du fidjien au sein des langues proches.

## Statistiques
- Le 27 septembre 2024, l'édition en fidjien contient 1 298 articles et compte 9 705 contributeurs, dont 9 contributeurs actifs et 1 administrateur.